# Jordyn Pamela Huitema
Jordyn Pamela Huitema (/ˈhaɪtɪmə/ HY -tim-ə ; Chilliwack, 8 de maig de 2001) és una jugadora de futbol professional canadenca que juga com a davantera al club de la National Women's Soccer League OL Reign i a la selecció del Canadà.
Va marcar el seu primer gol amb l'equip nacional als 16 anys, convertint-se en la màxima golejadora canadenca de la UEFA Women's Champions League abans de complir els 20 i ha estat nomenada com a hereva potencial de la llegenda canadenca Christine Sinclair.

## Biografia
Huitema va nàixer a Chilliwack, Colúmbia Britànica. Va començar a jugar a futbol als quatre anys amb el Chilliwack FC. Va assistir a l'escola Rosedale Middle School de Chilliwack. Va assistir a Burnaby Central Secondary com a part del programa Whitecaps FC Girls Elite REX. El seu germà, Brody, era membre del programa Vancouver Whitecaps Residency i va jugar a la Universitat de Duke. El seu segon germà, Trent, va jugar a hoquei sobre gel a la Saskatchewan Junior Hockey League per als Humboldt Broncos.
Huitema signaria amb els TSS FC Rovers de la Women's Premier Soccer League per a la temporada 2018.
El 23 de juliol de 2018, es va anunciar que Huitema jugaria amb el PSG Feminines durant la Copa de Campions Internacional Femenina 2018 (WICC). No va signar cap contracte professional amb l'equip, cosa que li va permetre mantenir l'elegibilitat universitària. Va debutar amb el PSG durant un amistós de pretemporada contra el Manchester City Women el 24 de juliol, a la Universitat de Portland. Huitema també va estar a l'alineació titular per al partit de semifinals del PSG a la International Champions Cup, va perdre 2-1 davant el North Carolina Courage.
El 24 de gener de 2019, Huitema va anunciar que renunciaria a la universitat i es convertiria en professional. El 17 de maig de 2019, el PSG va confirmar que Huitema havia signat un contracte de quatre anys amb el club.
El 4 de juny de 2021, Huitema va anotar un gol de cap en els últims minuts de la victòria per 3-0 sobre el Dijon, que va segellar el campionat de la Divisió 1 per al Paris Saint-Germain, el primer títol de lliga en la història del club.
El 18 de juny de 2022, Huitema fitxa per l'equip americà OL Reign, signant un contracte de dos anys.